# Władysław Horodecki
Władysław Horodecki (Leszek Władysław Dezydery Horodecki)por su nombre completo (en ucraniano: Лєшек Дезидерій Владислав Городецький, Vladyslav Horodets’kyi; en polaco: Leszek Władysław Horodecki; 4 de junio de 1863, Sholudky, Podillia — 3 de enero de 1930, Teherán, Irán) fue un arquitecto polaco, conocido por sus edificios de estilo Art Nouveau en Kiev y Imperio ruso, como la Casa con quimeras, la catedral católica de San Nicolás en Kiev y el Museo Nacional de Arte de Ucrania.
Horodecki nació en una familia noble szlachta polaca en la región de Podillia (la actual Nemyrivskyi Raion, en el óblast de Vínnitsa de Ucrania). Se graduó de la Academia Imperial de las Artes en San Petersburgo en 1890, mudándose a Kiev, donde vivió casi treinta años. En 1920 emigró a Varsovia, para finalmente mudarse a Teherán donde falleció en 1930.
Una de las calles de Kiev, diseñada por Horodecki, (entre la plaza central de Kiev llamada Maidan Nezalezhnosti y la Casa con quimeras) fue renombrada en su honor en 1996. Históricamente, la calle era llamada Mykolaivska, y durante la era soviética fue conocida como la Calle Karl Marx.

## Galería

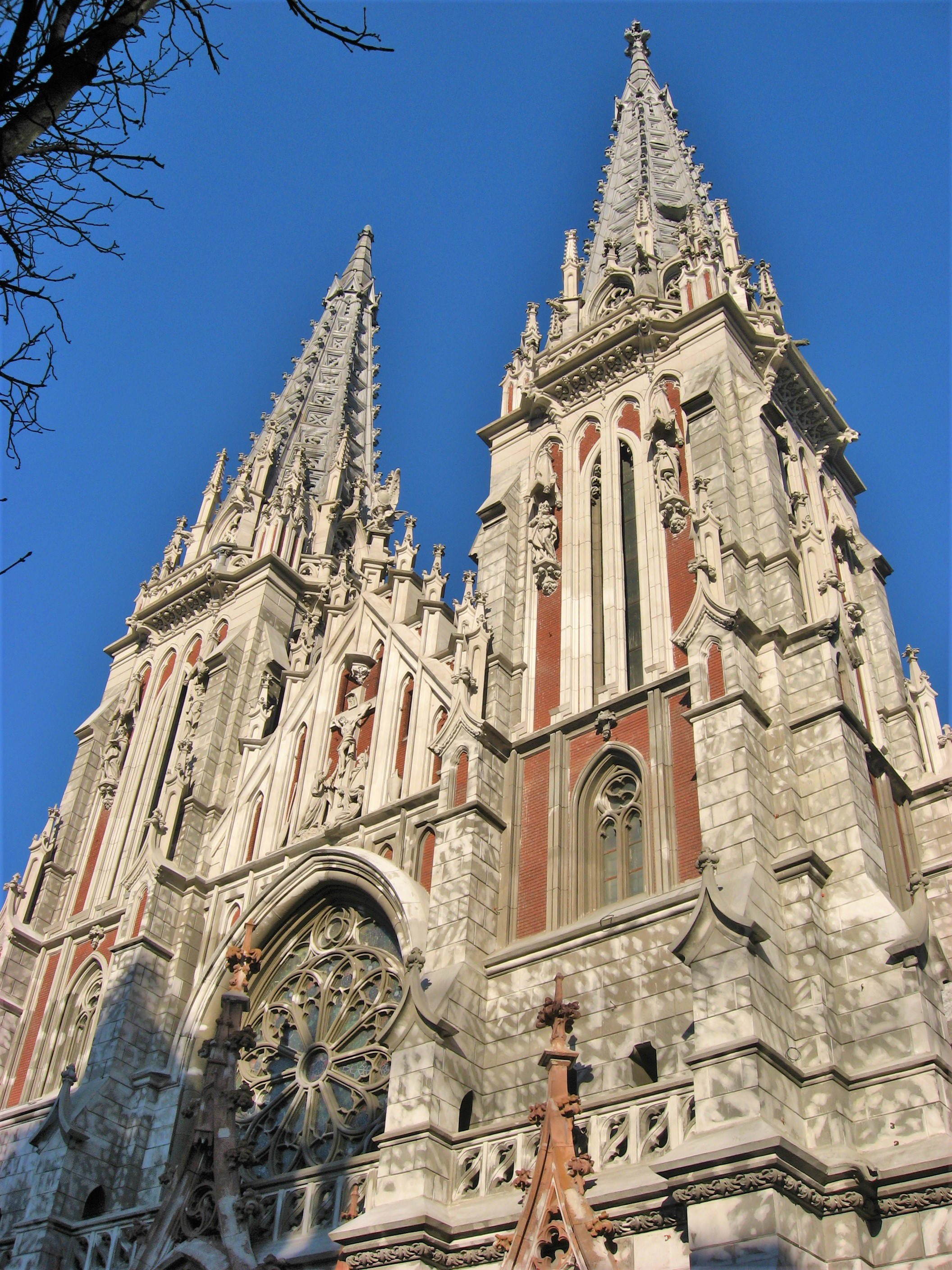
Catedral católica de San Nicolás de Kiev.
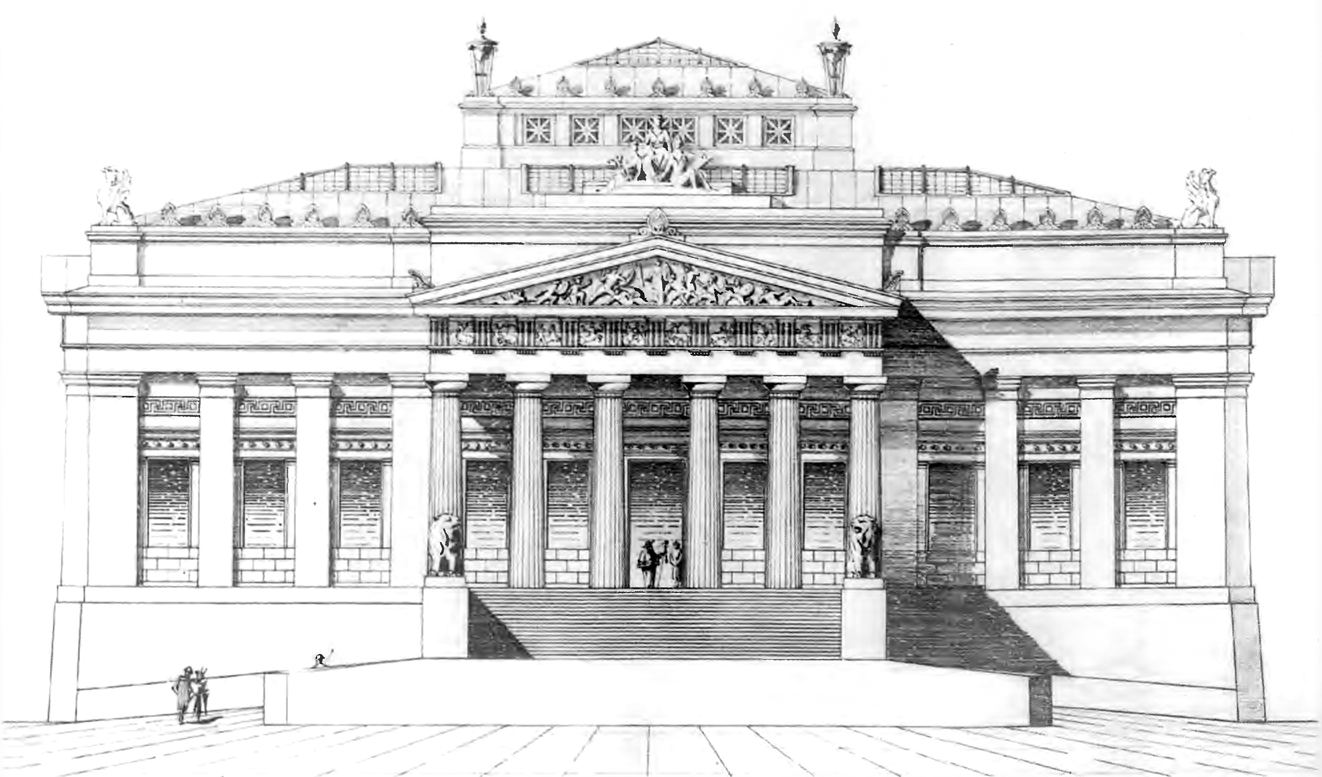
Museo Nacional de Arte de Ucrania.
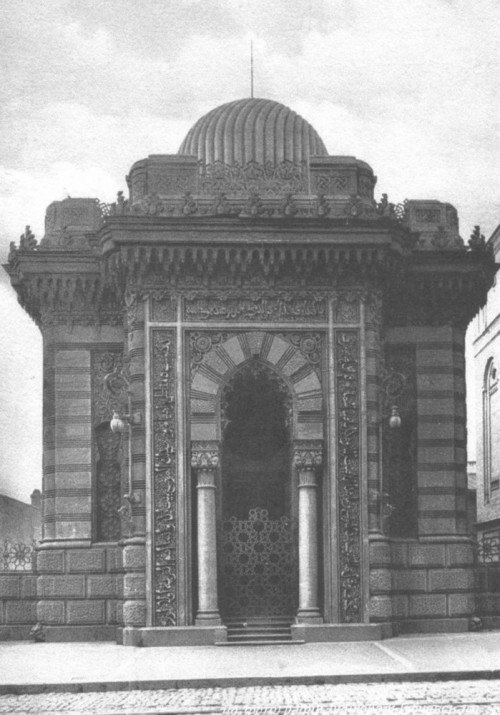
Sinagoga caraíta.
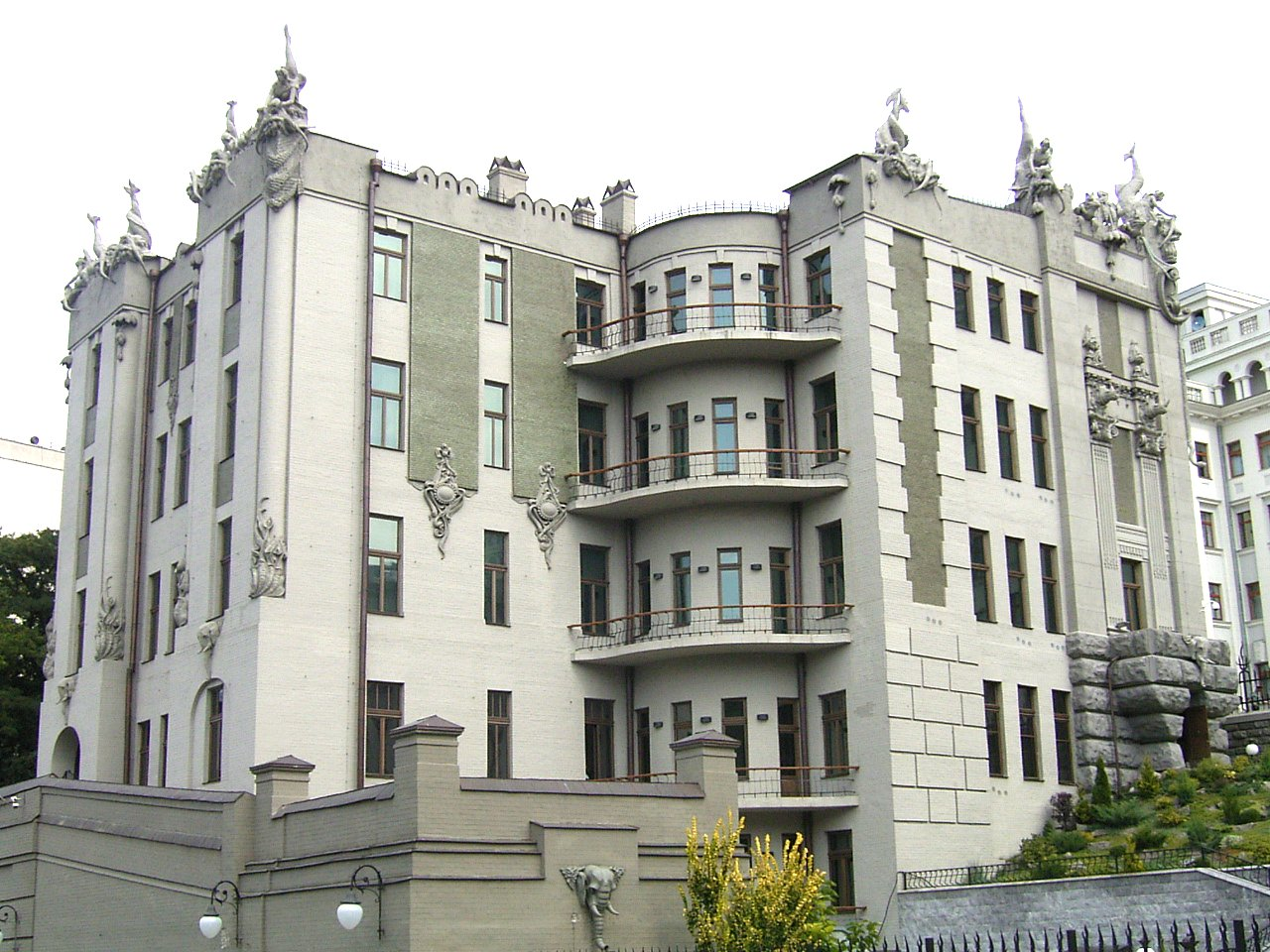
Vista frontal de la Casa con Quimeras.

- Datos: Q1364361
- Multimedia: Władysław Horodecki / Q1364361